# Thanh táo
Thanh táo hay thuốc trặc, tần cửu (danh pháp khoa học: Justicia gendarussa) là một loài thực vật có hoa trong họ Ô rô. Loài này được Burm. f. miêu tả khoa học đầu tiên năm 1768. Ảnh ngay bên dưới là sai, không biết kẻ ôn thần nào đưa vào. Tôi không biết xóa nên phải ghi chú vào đây.

## Hình ảnh

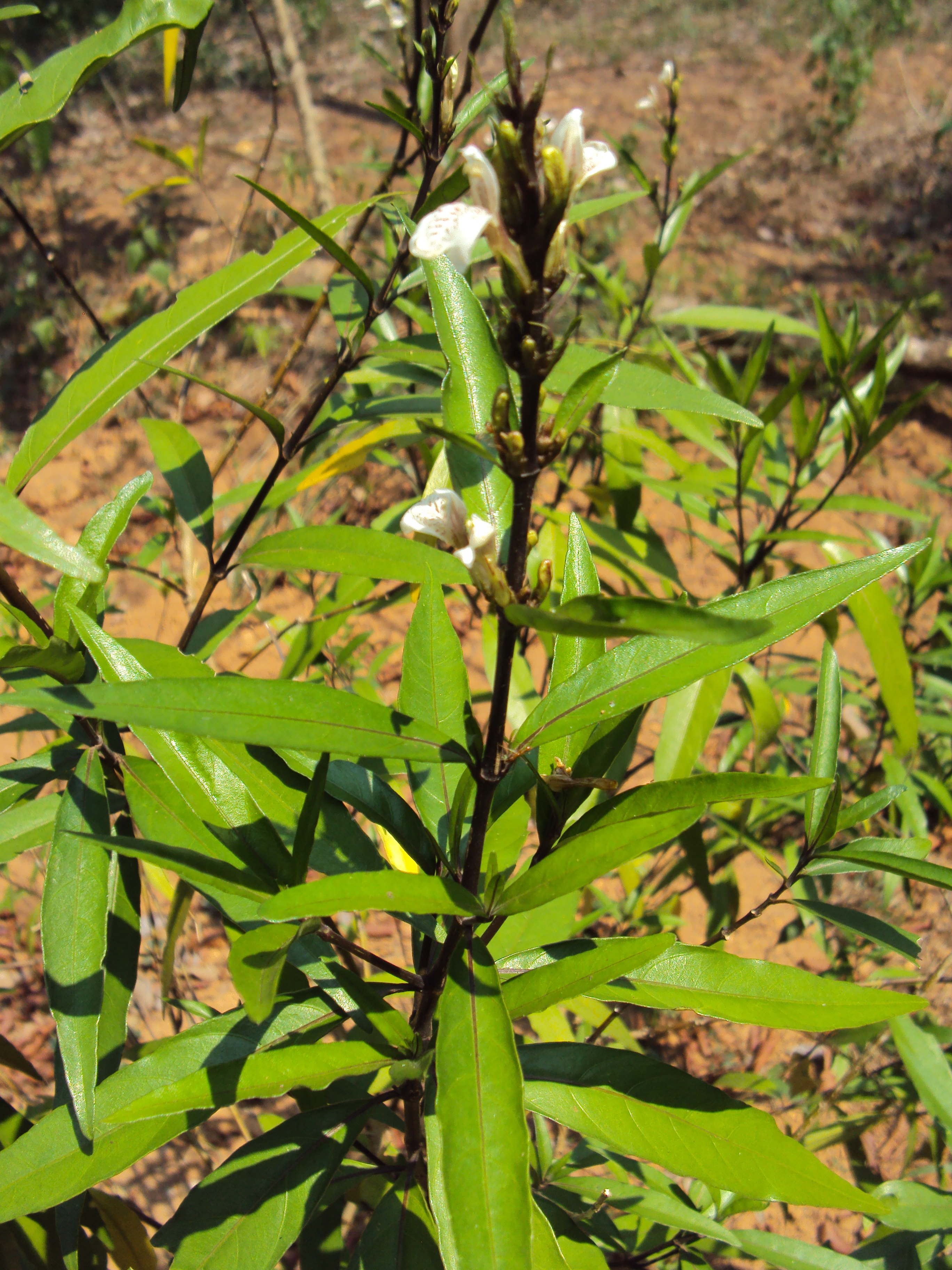
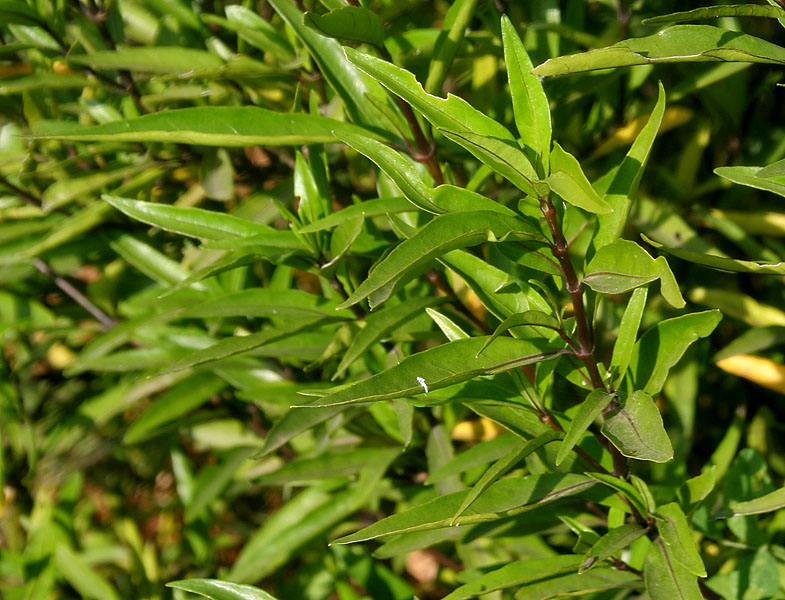
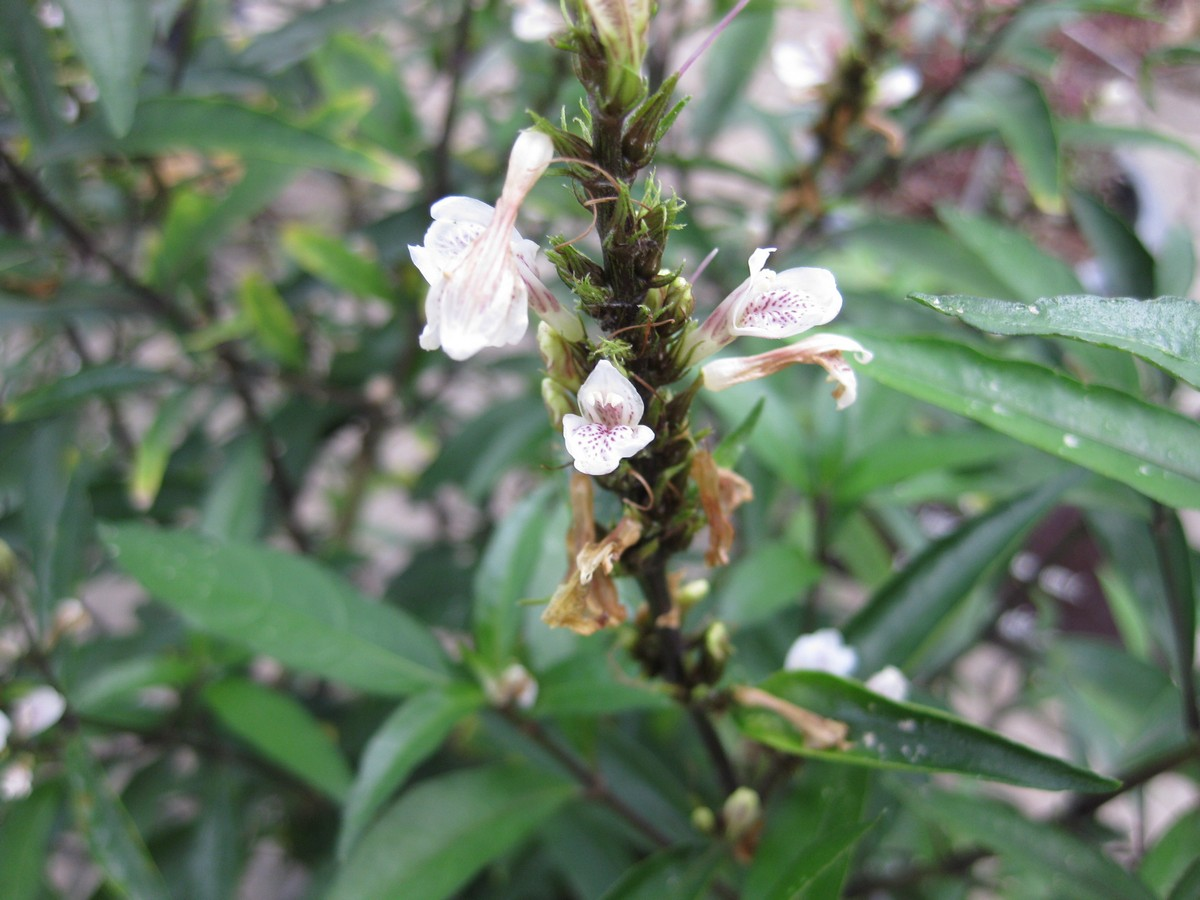
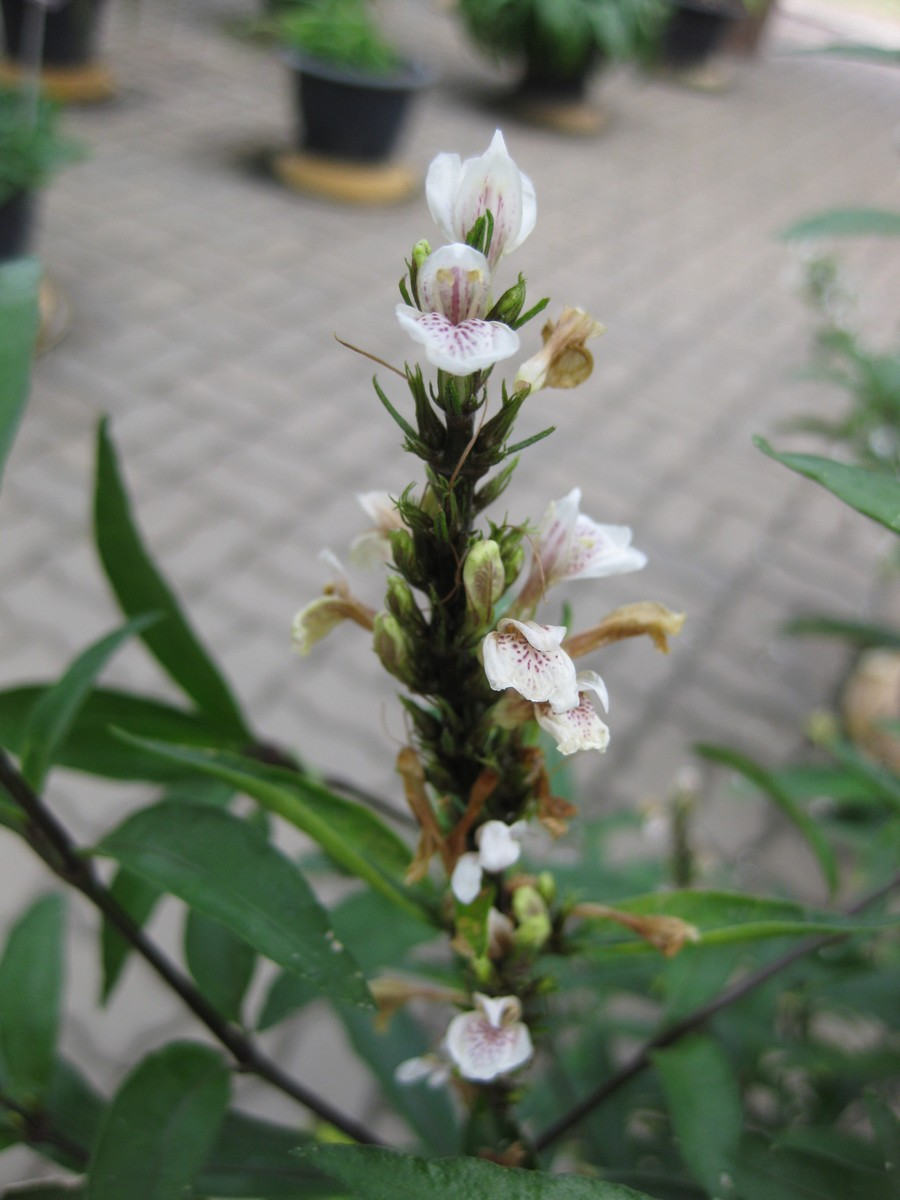